# Камаре (бахш)
Камаре (перс. كمره) — бахш в Ірані, в шагрестані Хомейн остану Марказі. За даними перепису 2006 року, його населення становило 14734 особи, які проживали у складі 3887 сімей.

## Дегестани
До складу бахша входять такі дегестани:
- Хоррам-Дашт
- Чагар-Чешме